# Manfred de Graaf
Manfred Marcel de Graaf, na 2003 Manfred Marcel Derman (Amsterdam, 8 januari 1939 – Warmond, 27 november 2018), was een Nederlands acteur.

## Loopbaan
Manfred de Graaf maakte in 1954 als 15-jarige zijn toneeldebuut in De merkwaardige meneer Pennypacker van Liam O'Brien bij het Rotterdams Toneel, waar hij vijf jaar is blijven spelen. Na een korte periode bij Ensemble stapte hij in 1961 over naar de Haagse Comedie, waaraan hij tot 1974 verbonden bleef. Daarna speelde hij in losse theaterproducties. Ook was hij te zien in speelfilms en tv-series. Zijn televisiedebuut was in 1959 in Een zomer lang van Willy van Hemert.
De Graaf werd in de jaren tachtig bekend bij het grote publiek als dokter Hans Lansberg in de VARA-televisieserie Zeg 'ns Aaa, die liep van 1981 tot 1993. Hij nam in 2003 en 2004 deel aan de tournee door Nederland van de theaterversie van Zeg 'ns Aaa.
Naast acteren was Derman ook zakelijk actief. Hij leidde rond 1990 de totstandkoming van de Rijswijkse Schouwburg. Daarna werd hij directeur van de commerciële tv-omroep Tele8 in Twente. Hij had geen ervaring met het leiden van een commerciele omroep, maar ging er toch aan de slag. De omroep zond in 1998 slechts een paar maanden uit en ging failliet. Ook opvolger Net8 kwam niet van de grond.

## Persoonlijk
De vader (ook Manfred geheten) en moeder van Derman leerden elkaar in 1938 in Parijs kennen. Vader was een Roemeense diplomaat. Zijn moeder was studente aan de universiteit van Sorbonne. In januari 1939 werd Manfred geboren. De Tweede Wereldoorlog maakte een einde aan de relatie. Vader moest terug naar Roemenië. Hij was Joods en werd in 1943 door de nazi's vermoord. Moeder trouwde "uit lijfsbehoud" met de Nederlander De Graaf.
Op 15 januari 2003 werd de achternaam van Manfred de Graaf bij koninklijk besluit veranderd naar de achternaam van zijn biologische vader: Derman. Sinds de naamsverandering beschouwde Derman "De Graaf" als zijn artiestennaam. Dochter Fien tegen De Telegraaf: "Het typeerde mijn vader dat hij hier zo'n principezaak van maakte en die hele strijd aanging. Hij zag het als zijn persoonlijke wraak op de nazi's, dat het ze toch niet gelukt is de naam Derman uit te roeien."
Derman was een sportieve man, die onder meer driemaal de Elfstedentocht schaatste. Hij liet zelfs in contracten opnemen dat hij niet hoefde te komen als er een Elfstedentocht werd gereden.
Begin 2018 werd bij Derman vergevorderde prostaatkanker ontdekt, waaraan hij eind dat jaar op 79-jarige leeftijd overleed. Derman was twee keer getrouwd en werd op zijn 57ste vader van dochter Fien. 

## Filmografie
- Een zomer lang (televisiefilm, 1959) – Rol onbekend
- Het huis van mijn ouders (televisiefilm) – Rol onbekend
- Makkers, staakt uw wild geraas (1960) – Rol onbekend
- De dans van de reiger (1966) – Matroos
- The Little Ark (1972) – Fotograaf
- Turks fruit (1973) – Henny
- Ieder zijn deel (televisieserie) – Hubert (1976-1978)
- Tussen wal en schip (televisieserie) – Jürgen Glas (1977)
- Doctor Vlimmen (1978) – Dokter Treeborg
- Boeing Boeing (klucht, 1978) – Paul
- Dagboek van een herdershond (televisieserie) – Johannes den Hertog (Afl. onbekend, 1978-1980)
- Zeg 'ns Aaa (televisieserie, 1981-1993) – Dokter Hans Lansberg
- Twee vorstinnen en een vorst (1981) – Leraar
- Ik ben Joep Meloen (1981) – Kurt
- De ware Jacob (klucht, 1983) – Bob
- De lift (1983) – Makelaar Spekkinga
- Moordspel (1987) – Ton van Straalen
- Goede tijden, slechte tijden (televisieserie) – Martin Helmink (1996-1997)
- Intensive Care (televisieserie) – Dokter Reijnders (2002)
- Het Glazen Huis (televisieserie) – Pieter Balk (2004)